# Stefan van Dinther
 (décembre 2012).
Stefan Van Dinther est un auteur de bande dessinée, enseignant et programmeur néerlandais né le 9 juin 1969 à Bois-le-Duc aux Pays-Bas.

## Biographie
Stefan van Dinther suit des études d’informatique avant d’entrer aux beaux-arts St-Joost de Breda en 1991, puis en 1993 à l’Université Radboud de Nimègue où il étudie le cinéma et le théâtre. Depuis 1995, Stefan Van Dinther est graphiste web. Parallèlement, il enseigne l’informatique et le dessin à l’école des beaux-arts d’Utrecht. Il enseigne l'art séquentiel à l'Utrecht School of Arts.
S. Van Dinther est à l’origine, avec Tobias Schalken de la revue d'avant-garde Eiland, d'abord publiée en auto-édition puis par Bries.  Il a également publié ses récits dans les anthologies Comix 2000 (éd. L’Association, France) et Rosetta 1 & 2 (éd. Alternative Comics, États-Unis) et réalisé une dizaine de courts-métrages d’animation.

## Œuvres
- Eiland 1, Eiland, 1997
- Eiland 2, Eiland, 1998
- Comix 2000, L'Association, 1999
- Eiland 3, Bries, 2000
- Eiland 4, Bries, 2001
- Rosetta 1: a comics anthology, Alternative Comics, 2003
- Rosetta 2: a comics anthology, Alternative Comics, 2004
- CHRZ, Fremok & Bries, 2005
- Eiland 5, Fremok , 2011
- Gars & Gus, personnages de BD, Fremok , 2021

### Documentation
- Jessie Bi, « Eiland 5, de Tobias Schalken & Stephan van Dinther », sur Du9, novembre 2010.